# オチキ
『オチキ』は、2012年公開の日本映画。監督は、吉田浩太。主演は木乃江祐希と関寛之。本作は、人生のオチキに入った2人の男女に焦点を当て、それぞれオチキにもがきながら堕ちる所まで堕ちた後自分を見つめ直して抜け出そうとする様子を描いた映画。作中では「オチキ（堕ち期）とは、人間が生きている周期の中でもっともついていない周期」と説明されている。本作は、映画学校ENBUゼミナールのワークショップを経た俳優の卵たちが出演している。

## あらすじ
本作は5つのチャプターに分かれる。本編ではチャプターの後の（）内の言葉がそれぞれの冒頭でテロップで表示されている。
チャプター1（オチキに入った人間は何もかもうまくいかなくなってしまう…）
演奏者ののぶ子とユニットを組み路上で歌手活動をするサクラは、単独ライヴを間近に迫る頃検査薬で判明した自身の妊娠に慌てる。サクラは恋人に会って堕胎の手術費用を出してもらおうとするが、浮気を疑われ金も出してもらえず彼の冷たい態度に傷つけられる。それにもめげず翌日顔なじみのライターの取材を受けたサクラは自身のイメージに良くない発言をしたのぶ子を仕事終わりに諭してあげる。以前からライターと浮気状態だったサクラは手術費用を出してもらうが、産婦人科の前で急に手術が怖くなってそのまま帰ってしまう。
チャプター2（オチキに入るタイミングは様々だが、それは概して突然やってくるものである…）
芸能事務所の社員・成瀬が街で仕事をしていると自身が担当する少女・はな子から電話がかかり自身の子を妊娠したと告げられる。責任を取らせようとするはな子の電話から逃れた成瀬だが、事務所で女社長と話していた所彼女が現れ妊娠を暴露されてしまう。社長から叱責された成瀬は堕胎の方向で話を進めるが、2人に反発したはな子が「子供は産むから！」と告げて怒って帰ってしまう。はな子の母から自宅に呼び出された成瀬は、同席した相手の弁護士の前で言い訳をしていると訴訟を持ち出されてしまう。
チャプター3（堕ちつつある人間はそれがオチキであると分からずひたすらもがくのみである…）
単独ライヴの日の朝、自身のブログに意気込みを書こうとしたサクラはコメント欄にファンたちの間で自身の妊娠の噂が伝わっていることに愕然とする。ブログを見たライターから電話で心配されたサクラは、ブログを管理する自身のファンに連絡してコメントを削除してもらいネットでの騒ぎを収束させる。その夜ステージに上るサクラだが突然演奏を止めたのぶ子から、コンビ格差の実情と共に誰の子だか分からない男との妊娠をファンの前で暴露されてしまう。
チャプター4（人がオチキから抜け出す唯一の方法はとことん堕ちきるのみである…）
ノリではな子と関係を持っただけなのに大事になってしまった成瀬は、「自分で謝罪しなさい」と言う社長に薄情さを感じながらも会見を開くことに。成瀬はマスコミを招いてはな子の妊娠の経緯と謝罪をすると、社長は彼を解雇することで彼女の母から訴訟を取り下げてもらう。事務所を後にした成瀬は帰り道の途中で待っていたはな子に罵られ直接謝罪するも許してもらえず、彼女に階段から蹴り落とされてしまう。はな子が去った後、成瀬の前に以前彼がバカにした若いホームレスが現れ、「堕ち期入った？あんたもホームレスになるかもよ」と言われる。
チャプター5（堕ちきり自分を見つめた人間はやがてオチキから精算期へと至る…）
不祥事により再就職の面接を断られ続けた成瀬は数年後ホームレスになり、ある時目の前で腹痛を訴えたサクラを介抱したことで親しくなる。数年前に入った堕ち期により性格の悪さに気づいたサクラと、同じく無責任さに気づいた成瀬は、彼女の自宅でお互いの過去を打ち明けて慰め合うように男女の関係を結ぶ。

## キャスト
（役名は、エンドロールより）
サクラ
演 - 木乃江祐希
ストリートミュージシャン。のぶ子と「モノメロ」というデュオで活動し、自身はボーカル担当。歌手としては渋谷内で偶然出会ったファンから声をかけられたり、収容人数が50人規模の小さなライブハウスを満員になる程度の人気を持つ。サクラ個人の公式ブログとして「サクラ咲ク」というタイトルで日々のことを綴っている。歌手ということもあり、やや清純派気取りのイメージの良い表の顔と、普段の素の状態である裏の顔を使い分けて過ごしている。自己中心的な性格で自身の得になることやイメージを良くするために他人を利用してしまうことがあるが、自分では気づいていない様子。
成瀬
演 - 関寛之
はな子のマネジャー。普段は後輩職員に先輩ヅラして調子のいいことばかり言っているが、実際には無責任な性格でとにかく頼りない人物。日常的に軽薄な言動をしており、飲み残しのボトルをその場に投げ捨てるなどマナーがない。3ヶ月ほど前にはな子の芸名を決める集まりがあり、食事やカラオケに行く中で酒に酔いその勢いで一晩の関係を持ったため、彼女とはお互いに恋愛感情は持っていない。

### サクラの関係者
のぶ子
演 - 澁川智代
サクラの音楽活動の相方。モノメロではキーボードと楽曲制作を担当しているが、発言力のあるサクラから表向き“楽曲は2人の共同制作”ということにされている。おとなしい性格なためモノメロ内の力関係はサクラの方が強く、彼女からの色々な指示にほとんど意見を言えないまま従っている。また、ボーカルというポジションや容姿の面で目立つサクラに気後れし、心の中で「私はサクラの引き立て役にされている」と感じている。
木村
演 - 鈴木一成
サクラの恋人。サクラや矢口から「キム」と呼ばれている。サクラのファンとして知り合った後プライベートで付き合うようになった。内気でプレッシャーに弱い性格で仮病を使ったり、意見が通らないと床に寝転んで子供のように駄々をこねることがある。サクラから妊娠を告げられるが、子供の父親は自分ではないと主張する。また、あまりお金は持っていないため、堕胎手術代をサクラに折半してもらうよう提案する。
矢口
演 - 安保優一
サクラの大ファンの若者。サクラや木村とは顔なじみ。モノメロの路上ライブ後にいつもサクラだけを褒めている。のぶ子から好意を持たれているが、彼女には興味がないため素っ気ない態度で接している。詳細は不明だがサクラの個人ブログの管理者らしい。
宇崎
演 - 太田正一
ライターの仕事をしている。これまでに何度かモノメロを取材しており、2人とは顔なじみ。サクラとは以前体の関係を持ったことがあり、2人の浮気に薄々気づいているキムからは、「ペテンライター」や「アホライター」などと陰で馬鹿にされている。サクラのことを気にかけているが、自身の子を妊娠したかもしれないと聞いて微妙な距離を持って接し始める。

### 成瀬の関係者
はな子
演 - 清野菜名
成瀬が働く事務所の新人アイドルとしてデビューする予定の高校生。今の所男性経験は、成瀬だけ。当初産婦人科医で妊娠の事実を知った直後はショックを受けるが、翌日成瀬と社長に妊娠を打ち明けてから心変わりして産むことを主張し始める。年上の成瀬や事務所社長にも物怖じせず言いたいことをはっきり言う性格。妊娠を告げた後責任逃れをしようとする成瀬に強い態度で臨む。
愛
演 - 及川莉乃
成瀬が働く芸能事務所の女社長。気が強い性格で歯に衣着せぬ物言いで普段から男言葉を使っている。ただし公の場では、別人のように女言葉を使い女らしく振る舞う。仕事ができない成瀬に面と向かって「ごくつぶし」などとよく叱っている。デビューを控えるはな子に子供を堕ろすよう助言する。しっかり者な性格だが実はエッチ好き。
刈谷
演 - 吉田憲明
成瀬と同じ事務所の後輩社員。20代半ばぐらいの若者。デスクワークのほか、成瀬と渋谷区内の人通りの多い広場に訪れてアイドルになれそうな若い娘たちをスカウトする仕事をしている。成瀬を慕いスカウト時には彼の指示に笑顔で従っているが、仕事のことで社長から説教を食らう彼の様子を他の同僚とニヤニヤしている。
清江
演 - 池田薫
はな子の母。はな子から妊娠の事実を知った後詳しい事情を聞くため、事務所に電話をかけて成瀬を自宅に呼び寄せる。対面した成瀬の不甲斐なさと、こんな相手と安易に体の関係を持ち妊娠したはな子に感情をぶつける。後日はな子が所属する事務所に訪れて、成瀬の謝罪会見の様子をうかがう。
国弘
演 - 工藤啓太
30歳前後の若い弁護士。はな子の母の依頼を受けて彼女の家に訪れ、妊娠の経緯を伝えに来た成瀬と彼女たちの話合いの場に立ち合う。言い訳をしたり具体的な責任も取れずただ謝るだけの成瀬に怒る。後日成瀬の事務所での謝罪会見にも立ち会い心から反省しているかを見極める。
流山
演 - 佐藤宜全
ホームレスらしき青年。日夜問わず新宿近辺でアルミ缶回収の仕事をしながら、ゴミ箱を漁って他人の食べ残しや飲み残しを飲み食いして暮らしている。作中では、成瀬が新宿に訪れるシーンのほか各チャプターテロップが表示されている間に数秒ずつ登場している。以前から街でスカウトの仕事をする成瀬を何度か見かけており、彼の言動に悪い印象を持っている。はな子を妊娠させた後の成瀬と初対面し、「とうとうオチキに入った？」と冷たく言葉をかける。

## スタッフ
- 監督 - 吉田浩太
- 脚本	吉田浩太
- 撮影 - 関将史
- 音楽 - 松本章
- 録音 - 八木重憲、宋晋瑞、工藤渉、松尾健太
- 整音 - 島津未来介
- メイク - 寺沢ルミ
- 助監督 - 山城敏矢

## 劇中曲
- 挿入歌「あるがままの微笑み」
- エンディング曲「オーバー・ザ・オチキ・ワールド・チャンピオン！」